# Nvidia
NVIDIA Corporation (wymowa: ɛnˈvɪdiə; oficjalny zapis: NVIDIA, stylizowany nVIDIA) – amerykańskie przedsiębiorstwo komputerowe będące jednym z największych na świecie producentów procesorów graficznych i innych układów scalonych przeznaczonych na rynek komputerowy. NVIDIA jest także głównym dostawcą (pod względem udziału w rynku) kart graficznych dla komputerów osobistych ze swoją standardową serią GeForce. Firma produkuje także konsole (NVIDIA Shield) oparte na Androidzie. Logo firmy to zielony prostokąt, na który częściowo zachodzi spirala.
Założona została w 1993 roku przez Jen-Hsun Huanga, Chrisa Malachowsky’ego i Curtisa Priema. Główna siedziba firmy mieści się w Santa Clara, w stanie Kalifornia, w Stanach Zjednoczonych.
W 2023 r. NVIDIA zdobyła rosnącą popularność na Wall Street dzięki swoim wcześniejszym inwestycjom w sztuczną inteligencję (z ang. artificial intelligence (AI)). Na konferencji Computex 2023 w Tajwanie, Huang podkreślił, że „[...] dzięki AI każdy będzie mógł stać się programistą”.

## Układy graficzne
- NV1(inne języki)
- Riva(inne języki)
  - RIVA 128
  - RIVA 128ZX
  - RIVA TNT(inne języki)
  - RIVA TNT2
- GeForce
  - GeForce 256
  - GeForce 2
  - GeForce 3
  - GeForce 4
  - GeForce FX
  - GeForce 6
  - GeForce 7
  - GeForce 8
  - GeForce 9
  - GeForce GTX 200
  - GeForce GTX 400
  - GeForce GTX 500
  - GeForce GTX 600(inne języki)
  - GeForce GTX 700(inne języki)
  - GeForce GTX 900
  - GeForce GTX 10(inne języki)
  - GeForce GTX 16
  - GeForce RTX 20
  - GeForce RTX 30
  - GeForce RTX 40
  - GeForce RTX 50

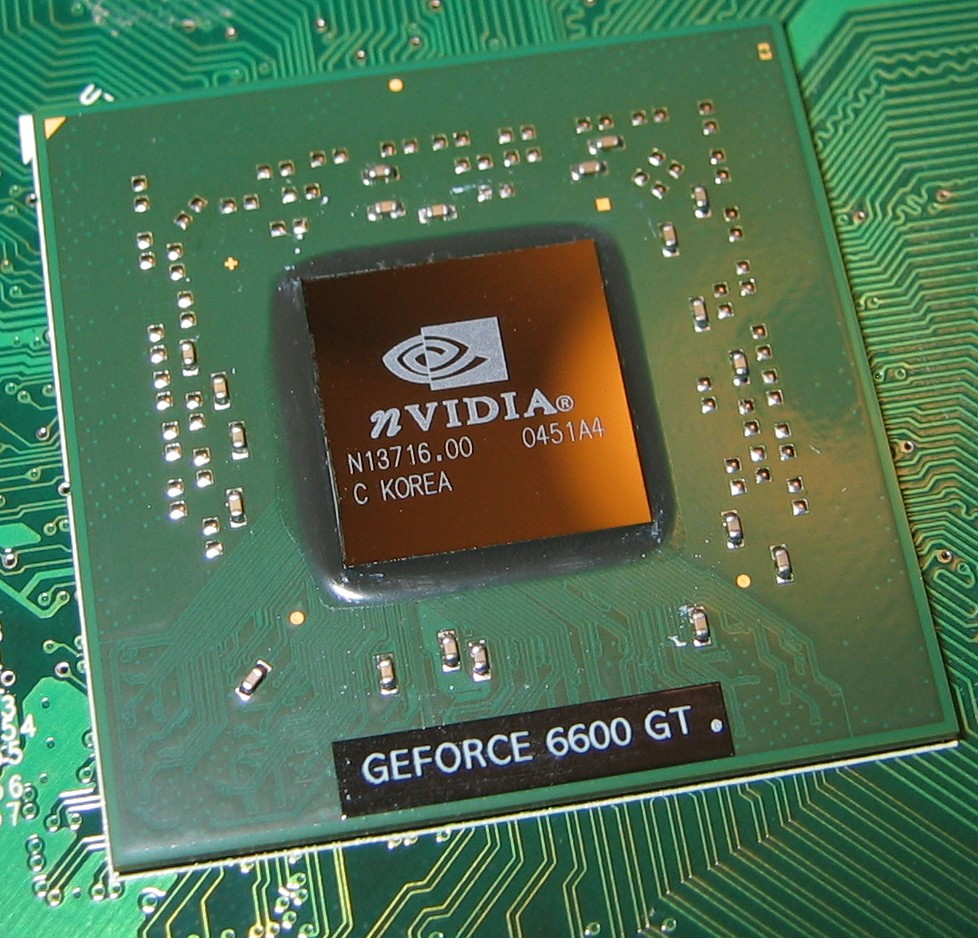
Procesor graficzny karty 6600GT

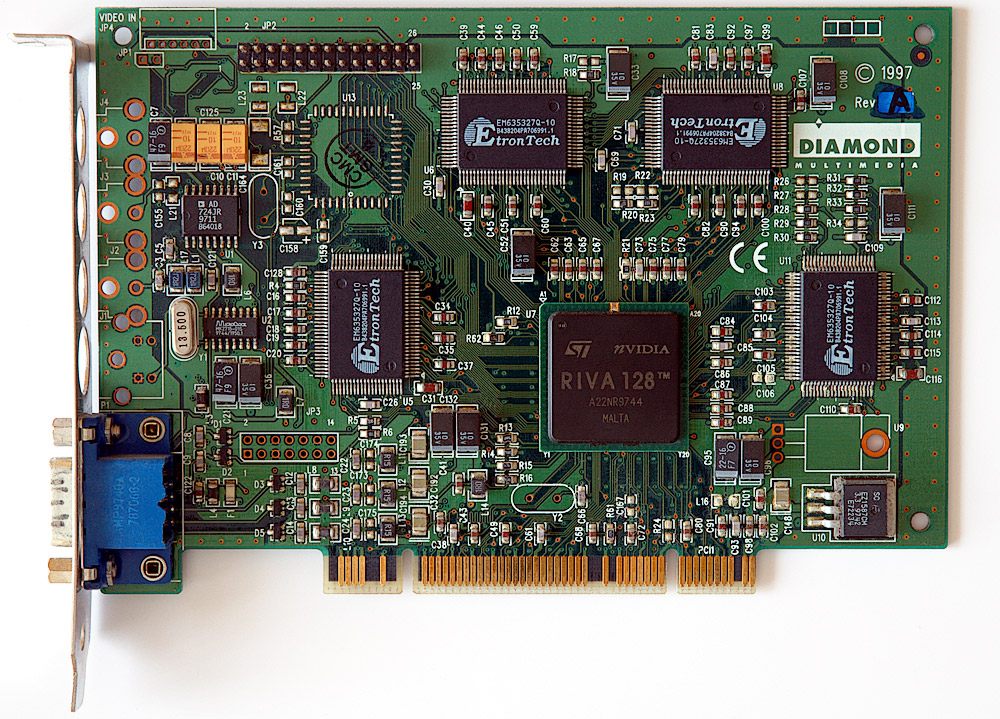
Karta graficzna Nvidia Riva 128

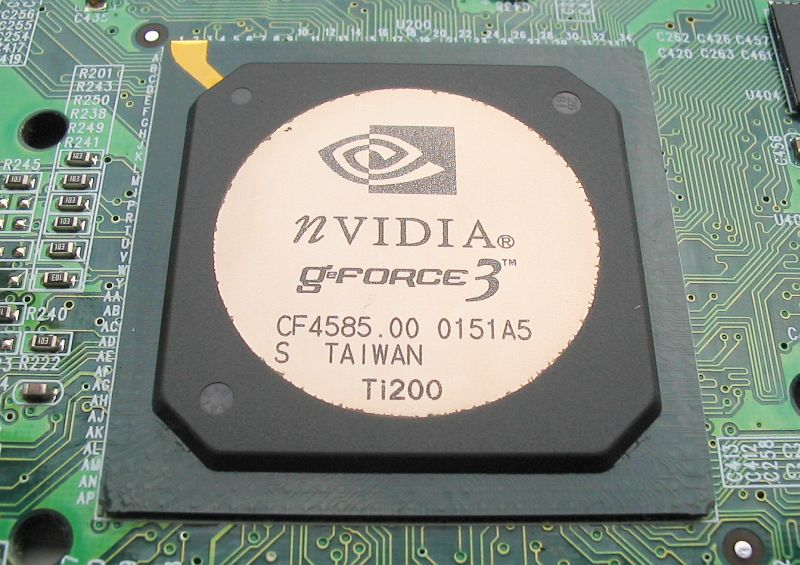
Nvidia GeForce 3 Ti 200

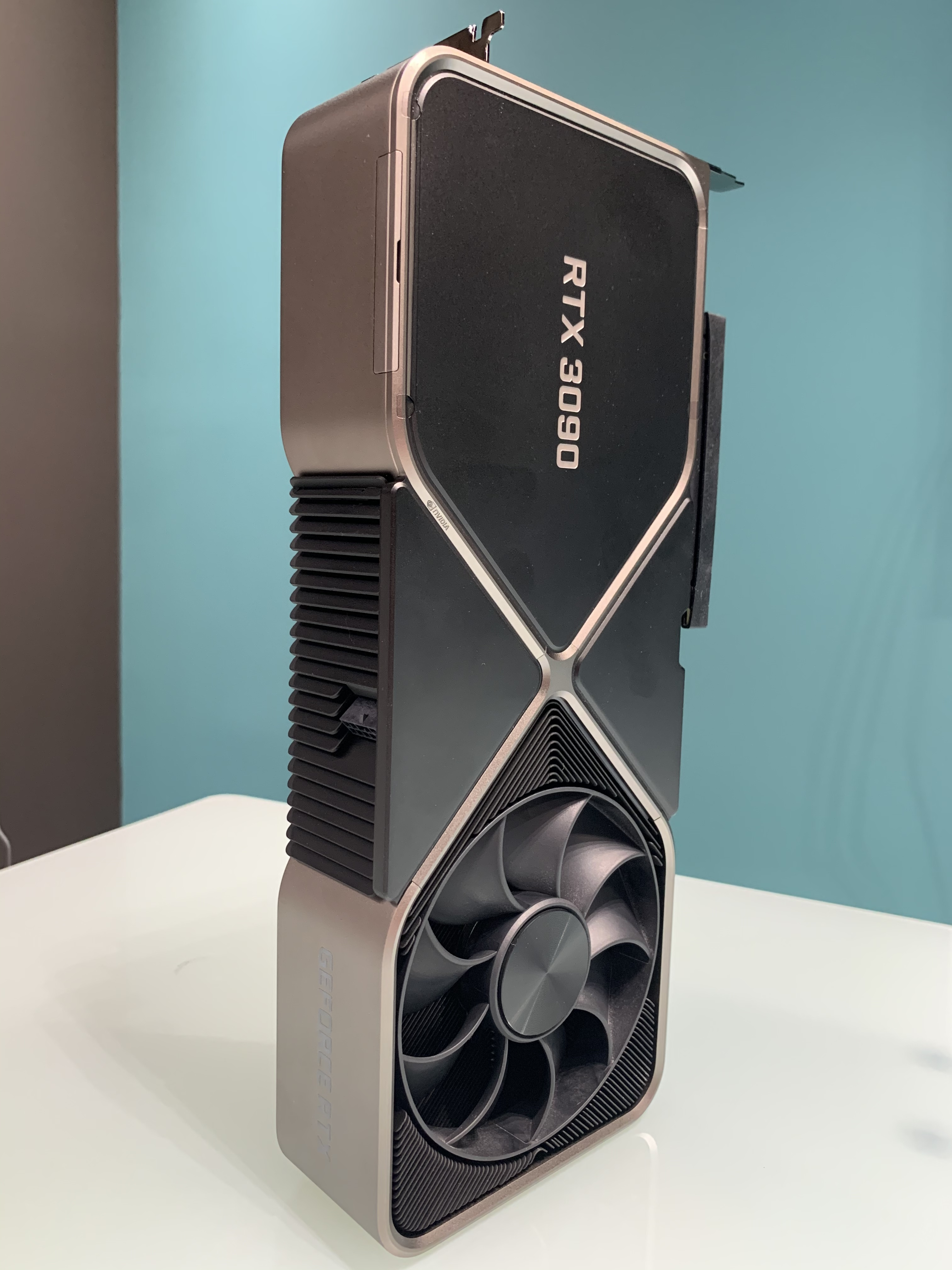
RTX 3090 w wersji Founders Edition

- Quadro – układy dla architektów (oparte na GeForce układy profesjonalne)
- Tesla – układ przeznaczony do obliczeń naukowo-inżynieryjnych za pomocą rdzeni CUDA[6]
- Titan - układy tworzone od 2013-2018, specyficznie dla uczenia maszynowego, gier.
- XGPU(inne języki) – jednostka graficzna wykorzystywana w konsolach Xbox
- RSX – nazywany też „Reality Synthesizer”, układ dla konsoli PlayStation 3. Zaprojektowany przy współpracy z Sony

## Układy wykorzystywane w konstrukcjipłyt głównych
- nForce
  - nForce IGP (dla procesorów firmy AMD – seria Athlon/Duron K7, IGP – „grafika zintegrowana”)
  - nForce2(inne języki) (AMD Athlon/Duron K7, SPP (system platform processor) lub IGP, zawiera także technologię obsługi dźwięku 5.1 SoundStorm(inne języki))
  - nForce3(inne języki) (AMD Athlon 64/Athlon 64 FX/AMD Opteron)
  - nForce3 Go (Dla komputerów przenośnych – procesory AMD Athlon 64 mobo/Transmeta Crusoe)
  - nForce4(inne języki) (PCI Express przeznaczona do procesorów AMD64 oraz Pentium 4 i technologii SLI)
    - nForce4 XE, Ultra, SLI, SLI 16x (Specjalnie ulepszone dla trybu SLI chipy)
    - nForce Professional 2200, 2050 (Chipy przeznaczone dla bardzo wymagających użytkowników)

  - nForce 500(inne języki) (przeznaczone do procesorów AMD64 oraz Intel i technologii PCI Express, większość obsługuje SLI)
    - nForce 520, 550, 560, 570 ultra (nie obsługują SLI, przeznaczone do procesorów AMD)
    - nForce 570 SLI, 590 SLI (obsługują SLI, istnieją wersje zarówno dla procesorów Intel, jak i AMD)

  - nForce 600(inne języki)
  - nForce 700(inne języki)
    - nForce 720D, 730a (nie obsługują SLI, przeznaczone do procesorów AMD)
    - nForce 750a SLI (obsługuje SLI, przeznaczony do procesorów AMD)
    - nForce 750i SLI, 780i SLI, 790i SLI (obsługują SLI, przeznaczone do procesorów Intel)
- X-Box (Intel Pentium III Celeron)

## Producenci kart graficznych
NVIDIA produkuje głównie same układy procesorów graficznych, choć w przeszłości sama była producentem kart graficznych. NVIDIA na nowo zaczęła produkować niewielkie ilości kompletnych kart graficznych. Producent nie nakłada na zewnętrznych producentów ograniczeń co do konfiguracji pamięci czy parametrów GPU. Karty produkowane są jako Original Equipment Manufacturer między innymi przez ASUS, Gigabyte Technology czy Palit.